# Condado de Columbia (Wisconsin)
El condado de Columbia (en inglés: Columbia County), fundado en 1854, es uno de 72 condados del estado estadounidense de Wisconsin. En el año 2000, el condado tenía una población de 52,468 habitantes y una densidad poblacional de 26 personas por km². La sede del condado es Portage. El condado forma parte del área metropolitana de Madison.

## Geografía
Según la Oficina del Censo, el condado tiene un área total de 2,062 km², de la cual 2,005 km² es tierra y 57 km² (2.75%) es agua.

### Condados adyacentes
- Condado de Marquette (norte)
- Condado de Green Lake (noreste)
- Condado de Dodge (este)
- Condado de Dane (sur)
- Condado de Sauk (oeste)
- Condado de Juneau (noroeste)
- Condado de Adams (noroeste)

## Demografía
En el censo de 2000, había 52,468 personas, 20,439 hogares y 14,164 familias residiendo en el condado. La densidad poblacional era de 26 personas por km². En el 2000 había 22,685 unidades habitacionales en una densidad de 11 por km². La demografía del condado era de 97.18% blancos, 0.88% afroamericanos, 0.35% amerindios, 0.33% asiáticos, 0.03% isleños del Pacífico, 0.44% de otras razas y 0.79% de dos o más razas. 1.58% de la población era de origen hispano o latino de cualquier raza.

## Localidades
- Arlington (condado de Columbia, Wisconsin)
- Arlington (villa)
- Caledonia (condado de Columbia, Wisconsin)
- Cambria (villa)
- Columbus (ciudad)
- Columbus (condado de Columbia, Wisconsin)
- Courtland (condado de Columbia, Wisconsin)
- Dekorra (condado de Columbia, Wisconsin)
- Doylestown (villa)
- Fall River (villa)
- Fort Winnebago (condado de Columbia, Wisconsin)
- Fountain Prairie (condado de Columbia, Wisconsin)
- Friesland (villa)
- Hampden (condado de Columbia, Wisconsin)
- Leeds (condado de Columbia, Wisconsin)
- Lewiston (condado de Columbia, Wisconsin)
- Lodi (condado de Columbia, Wisconsin)
- Lodi (ciudad)
- Lowville (condado de Columbia, Wisconsin)
- Marcellon (condado de Columbia, Wisconsin)
- Newport (condado de Columbia, Wisconsin)
- Otsego (condado de Columbia, Wisconsin)
- Pacific (condado de Columbia, Wisconsin)
- Pardeeville (villa)
- Portage (ciudad)
- Poynette (villa)
- Randolph (condado de Columbia, Wisconsin)
- Randolph (villa) (parcial)
- Rio (villa)
- Scott (condado de Columbia, Wisconsin)
- Springvale (condado de Columbia, Wisconsin)
- West Point (condado de Columbia, Wisconsin)
- Wisconsin Dells (ciudad) (parcial)
- Wyocena (condado de Columbia, Wisconsin)
- Wyocena (villa)

### Áreas no incorporadas
- Lake Wisconsin
- Okee